# Garima Arora
Garima Arora (* 9. November 1986) ist eine indische Köchin. Im November 2018 wurde sie als erste indische Frau mit einem Michelin-Stern ausgezeichnet.

## Leben und Karriere
Garima Arora ist in Mumbai aufgewachsen und stammt aus dem Panjabi. Sie verfolgte zunächst eine Karriere im Journalismus, bevor sie Köchin wurde.
Im Jahr 2008 ging sie nach Frankreich. Sie studierte am Le Cordon Bleu in Paris und schloss ihr Studium 2010 ab. Sie arbeitete mit Gordon Ramsay und René Redzepi im Noma in Kopenhagen, bevor sie im April 2017 ihr eigenes Restaurant Gaa in Bangkok eröffnete. Das Gaa ist ein dreistöckiges Restaurant, in dem moderne Degustationsmenüs mit traditionellen indischen Rezepten und Kochtechniken zelebriert werden.

## Auszeichnungen
Im November 2018 wurden sie und ihr Restaurant mit einem Michelin-Stern ausgezeichnet, wobei Garima Arora die erste indische Köchin war, die diese Auszeichnung erhielt. Im März 2019 debütierte das Restaurant Gaa auf der Liste der 50 besten Restaurants Asiens auf Platz 16 und erhielt damit den Preis für den höchsten Neuzugang.
Im Februar 2019 wurde sie von den 50 besten Restaurants der Welt als Asiens beste Köchin des Jahres ausgezeichnet.
Im Juni 2019 debütierte das Restaurant Gaa in der Liste der 50 besten Restaurants der Welt auf Platz 95.
Im August 2019 startete Arora Food Forward India, eine Initiative, die die Zukunft der indischen Küche in den Vordergrund stellt. Die Eröffnungsveranstaltung, die am 17. Oktober 2019 in Mumbai stattfand, brachte die erfolgreichsten Köche und Gastronomen der indischen Lebensmittelwelt zusammen.
Sie war im Jahr 2023 eine der Jurorinnen der 7. Staffel von Masterchef India, während der sie schwanger über vier Monate regelmäßig zwischen Indien und Thailand pendelte und gleichzeitig die Auszeichnung mit dem zweiten Michelinstern vorbereiten konnte.
Im Dezember 2023 wurde Arora mit ihrem zweiten Michelinstern ausgezeichnet. Sie ist damit die erste und einzige weibliche indische Köchin, die jemals diese Auszeichnung erhalten hat.